# Sequestro preventivo
Il sequestro preventivo, nell'ordinamento giuridico italiano, è una misura cautelare disposta:
- quando vi sia il rischio che la libera disponibilità di una cosa possa aggravare o protrarre le conseguenze di un reato, o agevolare la commissione di nuovi reati;
- sulle cose di cui è consentita la confisca.

Prevista dall'art. 321 codice di procedura penale italiano, è disposta dal giudice, con decreto motivato, su richiesta del pubblico ministero (PM); nel corso delle indagini preliminari, funzionalmente competente a disporre la misura è il giudice per le indagini preliminari (GIP).
Durante le indagini preliminari, qualora non sia possibile attendere il provvedimento del giudice, il sequestro preventivo:
- è disposto direttamente dal PM, con decreto motivato;
- è effettuato dalla polizia giudiziaria di propria iniziativa (quando non sia possibile attendere neppure il decreto del PM).

In entrambi i casi, l'atto è soggetto a convalida da parte del GIP, chiamato a disporla, con ordinanza, entro 48 ore dal provvedimento.
| Controllo di autorità | Thesaurus BNCF 7188 |